# New South Wales Open 1989
New South Wales Open 1989 — тенісний турнір, що проходив на відкритих кортах з твердим покриттям NSW Tennis Centre в Сіднеї (Австралія). Належав до Nabisco Grand Prix 1989 і турнірів 4-ї категорії Туру WTA 1989. Відбувсь удев'яностосьоме (удвадцятьперше за Відкриту еру) і тривав з 9 до 15 січня 1989 року.

## Фінальна частина

### Одиночний розряд, чоловіки
Аарон Крікстейн —  Андрій Черкасов 6–4, 6–2
- Для Крікстейна це був 1-й титул за рік і 5-й - за кар'єру.

### Одиночний розряд, жінки
Мартіна Навратілова —  Катаріна Ліндквіст 6–2, 6–4
- Для Навратілової це був 1-й титул за рік і 282-й - за кар'єру.

### Парний розряд, чоловіки
Даррен Кейгілл /  Веллі Месур —  Пітер Олдріч /  Дані Віссер 6–4, 6–3
- Для Кейгілла це був 1-й титул за рік і 8-й - за кар'єру. Для Месура це був 1-й титул за рік і 11-й - за кар'єру.

### Парний розряд, жінки
Мартіна Навратілова /  Пем Шрайвер —  Елізабет Смайлі /  Венді Тернбулл 6–3, 6–3
- Для Навратілової це був 2-й титул за сезон і 283-й — за кар'єру. Для Шрайвер це був 1-й титул за рік і 117-й — за кар'єру.